# Volkswagen Bora

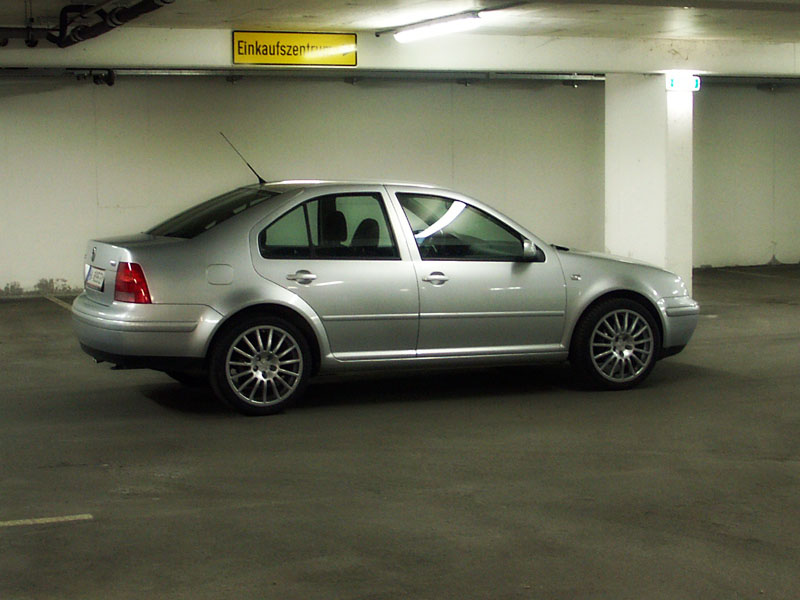
VW Bora

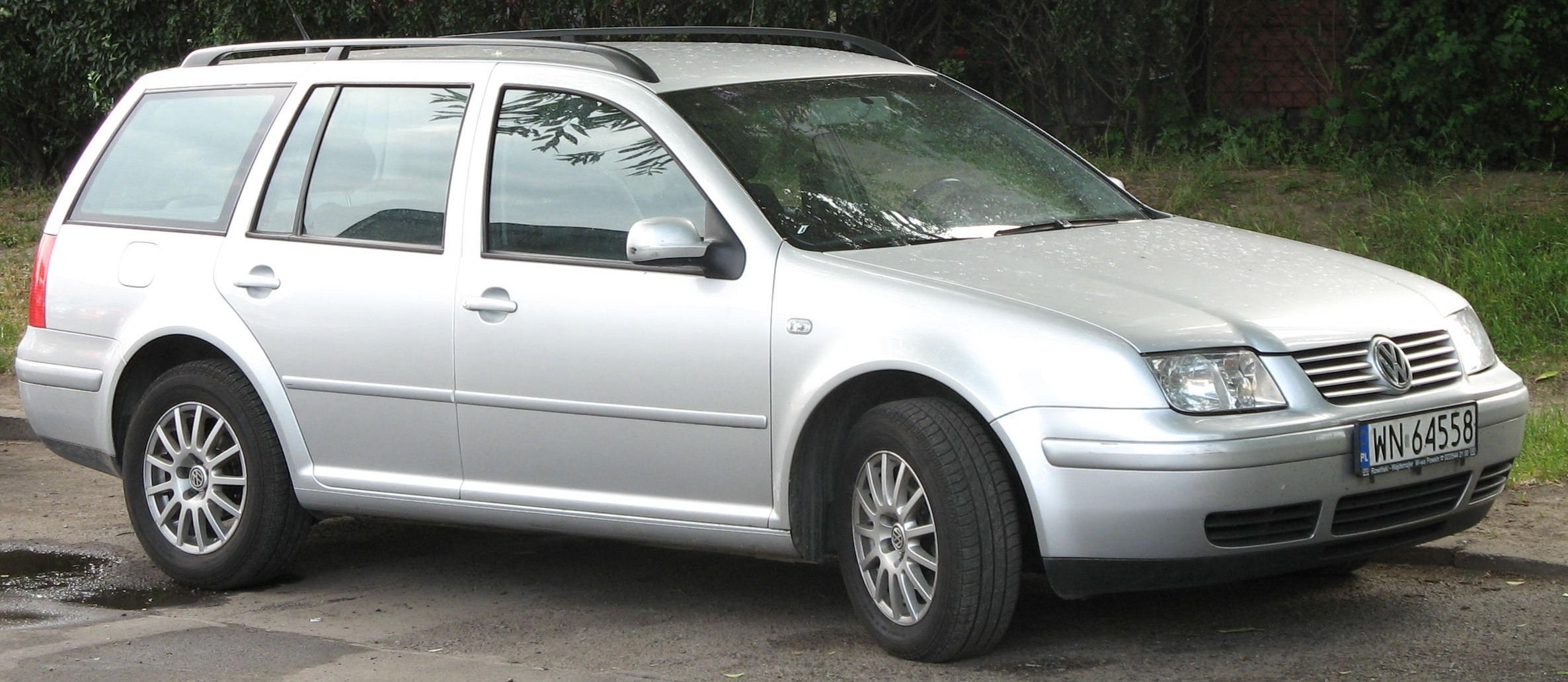
VW Bora Variant

De Volkswagen Bora is een compacte middenklasse model van het Duitse automerk Volkswagen. De Bora volgde in 1998 de Volkswagen Vento op.
Geïntroduceerd in 1998, bleef de auto tot 2005 in productie waarna hij opgevolgd werd door de huidige Jetta. Op de Europese markt werd de typenaam Bora gevoerd. Deze naam komt van een wind die in het Adriatisch gebied voorkomt.
Op de Amerikaanse en Zuid-Afrikaanse markt werd de typenaam Jetta Mk IV gebruikt.
De basis is net als de voorgaande Jetta/Vento modellen de Golf. De auto had net als zijn voorgangers weer een iets andere styling van het front. De Bora was verkrijgbaar als sedan uitvoering en als stationwagen, Variant genaamd. De Bora Variant is in Nederland alleen geleverd in de highline uitvoering. Optioneel was de Bora leverbaar met 4motion vierwielaandrijving, voor zwaardere motoren was dit standaard. Bij de transmissie kon gekozen worden voor een handgeschakelde vijf of zes versnellingsbak of een vijftraps Tiptronic automaat waar bij ook zelf schakelen mogelijk is

## Motoren
De motoraanbod van de Bora was vergelijkbaar met dat van de Golf. De benzine basisversie was een 1.4-liter viercilinder gevolgd door een 1.6, 1.8 en 2.0-liter. In 2003 verscheen Volkswagens eerst FSI-motor met directe benzine inspuiting in het programma. Verder was er nog een 1.8-liter turbomotor met 150 pk bekend uit de Audi A3. Ook zwaardere vijf en zescilinder motoren waren leverbaar, dit waren de 2.3-liter VR5-motor en de 2.8-liter VR6-motor.
Het dieselprogramma bestaat uit één en dezelfde basismotor, een 1.9-liter viercilinder met directe diesel inspuiting. De basisversie was de turboloze SDI gevolgd door sterkere TDI-motoren. Rond 2000 werden de TDI-motoren vervangen door exemplaren met modernere pompverstuiver techniek.
Gegevens van de basismodellen:

### Benzine
| Bora sedan  | Bora sedan | Bora sedan | Bora sedan | Bora sedan | Bora sedan | Bora sedan | Bora sedan  | Bora sedan  | Bora sedan |
| Type        | Motor      | Motor      | Motor      | Vermogen   | Koppel     | 0–100 km/h | Topsnelheid | Jaartal     |            |
| Type        | Inhoud     | Cilinders  | Kleppen    | Vermogen   | Koppel     | 0–100 km/h | Topsnelheid | Jaartal     |            |
| ----------- | ---------- | ---------- | ---------- | ---------- | ---------- | ---------- | ----------- | ----------- | ---------- |
| 1.4 16V     | 1390cm3    | 4-in-lijn  | 16V        | 75 pk      | 128 Nm     | 15,0 s     | 171 km/h    | 1998 - 2001 |            |
| 1.6         | 1596cm3    | 4-in-lijn  | 8V         | 100 pk     | 145 Nm     | 11,7 s     | 188 km/h    | 1998 - 2000 |            |
| 1.6         | 1595 cm3   | 4-in-lijn  | 8V         | 102 pk     | 148 Nm     | 13,5 s     | 185 km/h    | 2000 - 2005 |            |
| 1.6 16V     | 1598 cm3   | 4-in-lijn  | 16V        | 105 pk     | 148 Nm     | 11,6 s     | 192 km/h    | 2000 - 2005 |            |
| 1.6 FSI     | 1598 cm3   | 4-in-lijn  | 16V        | 110 pk     | 155 Nm     | 11,2 s     | 194 km/h    | 2003 - 2005 |            |
| 2.0         | 1984 cm3   | 4-in-lijn  | 8V         | 115 pk     | 170 Nm     | 11,0 s     | 195 km/h    | 1998 - 2005 |            |
| 1.8 4Motion | 1781 cm3   | 4-in-lijn  | 20V        | 125 pk     | 170 Nm     | 11,6 s     | 198 km/h    | 1999 - 2000 |            |
| 1.8T        | 1781 cm3   | 4-in-lijn  | 20V        | 150 pk     | 210 Nm     | 8,9 s      | 216 km/h    | 2000 - 2005 |            |
| V5          | 2324 cm3   | VR5        | 10V        | 150 pk     | 205 Nm     | 9,1 s      | 216 km/h    | 1998 - 2000 |            |
| V5          | 2324 cm3   | VR5        | 20V        | 170 pk     | 220 Nm     | 8,5 s      | 224 km/h    | 2000 - 2005 |            |
| V6 4Motion  | 2792 cm3   | VR6        | 24V        | 204 pk     | 270 Nm     | 7,4 s      | 235 km/h    | 1999 - 2004 |            |

| Bora variant | Bora variant | Bora variant | Bora variant | Bora variant | Bora variant | Bora variant | Bora variant | Bora variant | Bora variant |
| Type         | Motor        | Motor        | Motor        | Vermogen     | Koppel       | 0–100 km/h   | Topsnelheid  | Jaartal      |              |
| Type         | Inhoud       | Cilinders    | Kleppen      | Vermogen     | Koppel       | 0–100 km/h   | Topsnelheid  | Jaartal      |              |
| ------------ | ------------ | ------------ | ------------ | ------------ | ------------ | ------------ | ------------ | ------------ | ------------ |
| 1.8T         | 1781 cm3     | 4-in-lijn    | 20V          | 150 pk       | 210 Nm       | 9,4 s        | 216 km/h     | 1999 - 2004  |              |
| V5           | 2324 cm3     | VR5          | 10V          | 150 pk       | 205 Nm       | 9,4 s        | 216 km/h     | 1999 - 2000  |              |
| V5           | 2324 cm3     | VR5          | 20V          | 170 pk       | 220 Nm       | 8,9 s        | 224 km/h     | 2000 - 2004  |              |
| V6 4Motion   | 2792 cm3     | VR6          | 24V          | 204 pk       | 270 Nm       | 7,6 s        | 235 km/h     | 2000 - 2004  |              |

### Diesel
| Bora sedan | Bora sedan | Bora sedan | Bora sedan | Bora sedan | Bora sedan | Bora sedan | Bora sedan  | Bora sedan  | Bora sedan |
| Type       | Motor      | Motor      | Motor      | Vermogen   | Koppel     | 0–100 km/h | Topsnelheid | Jaartal     |            |
| Type       | Inhoud     | Cilinders  | Kleppen    | Vermogen   | Koppel     | 0–100 km/h | Topsnelheid | Jaartal     |            |
| ---------- | ---------- | ---------- | ---------- | ---------- | ---------- | ---------- | ----------- | ----------- | ---------- |
| SDI        | 1896 cm3   | 4-in-lijn  | 8V         | 68 pk      | 133 Nm     | 18,2 s     | 160 km/h    | 1998 - 2005 |            |
| TDI        | 1896 cm3   | 4-in-lijn  | 8V         | 90 pk      | 210 Nm     | 12,9 s     | 180 km/h    | 1998 - 2001 |            |
| TDI        | 1896 cm3   | 4-in-lijn  | 8V         | 100 pk     | 240 Nm     | 12,1 s     | 188 km/h    | 2001 - 2005 |            |
| TDI        | 1896 cm3   | 4-in-lijn  | 8V         | 110 pk     | 235 Nm     | 10,9 s     | 193 km/h    | 1998 - 2001 |            |
| TDI        | 1896 cm3   | 4-in-lijn  | 8V         | 115 pk     | 285 Nm     | 10,8 s     | 195 km/h    | 1999 - 2001 |            |
| TDI        | 1896 cm3   | 4-in-lijn  | 8V         | 130 pk     | 310 Nm     | 10,1 s     | 205 km/h    | 2001 - 2005 |            |
| TDI        | 1896 cm3   | 4-in-lijn  | 8V         | 150 pk     | 320 Nm     | 9,0 s      | 216 km/h    | 2000 - 2005 |            |

| Bora variant | Bora variant | Bora variant | Bora variant | Bora variant | Bora variant | Bora variant | Bora variant | Bora variant | Bora variant |
| Type         | Motor        | Motor        | Motor        | Vermogen     | Koppel       | 0–100 km/h   | Topsnelheid  | Jaartal      |              |
| Type         | Inhoud       | Cilinders    | Kleppen      | Vermogen     | Koppel       | 0–100 km/h   | Topsnelheid  | Jaartal      |              |
| ------------ | ------------ | ------------ | ------------ | ------------ | ------------ | ------------ | ------------ | ------------ | ------------ |
| TDI          | 1896 cm3     | 4-in-lijn    | 8V           | 115 pk       | 285 Nm       | 11,1 s       | 195 km/h     | 1999 - 2001  |              |
| TDI          | 1896 cm3     | 4-in-lijn    | 8V           | 130 pk       | 310 Nm       | 10,5 s       | 205 km/h     | 2001 - 2004  |              |